# Женевска конференција (1954)
Женевска конференција (26. април – 20. јул 1954) је била конференција која је одржана у Женеви у Швајцарској а чија је сврха била покушај налажења начина да се Кореја уједини и разматрање могућности за успостављање мира у Индокини. Совјетски Савез, Сједињене Државе, Француска, Уједињено Краљевство, и Народна Република Кина су биле земље учеснице током целе конференције, а представници других држава које су биле умешане у ова два питања су учествовали када се расправљало о одговарајућим темама. Међу овим земљама су оне које су послале своје трупе преко Уједињених нација у Кореју и разне земље које су биле умешане у Први рат у Индокини између Француске и Вијетмина.
Део конференције о корејском питању је завршен без усвајања било каквих декларација или предлога. Неки учесници и аналитичари окривљују Сједињене Државе због опструкције кретања према уједињењу.
Када је реч о Индокини, на Конференцији је донет скуп докумената познат као Женевски споразуми. Овим документима је Вијетнам подељен у две зоне, северну под управом Вијетмина, и јужну под управом Државе Вијетнам, на чијем челу је тада био бивши цар Бао Ђаи. „Финална декларација конференције“ коју је представио британски председавајући Конференције, је налагала да „општи избори“ који ће се одржати у јулу 1956. доведу до уједињене вијетнамске државе. Иако је ово представљено као консензус, овај документ нису прихватили делегати Јужног Вијетнама нити Сједињених Држава. Осим тога, на Конференцији су потписана три одвојена споразума о прекиду ватре, који су покривали Камбоџу, Лаос и Вијетнам.